# 天青石设计局
天青石設計局（俄语：Центральное конструкторское бюро "Лазурит"）是一家俄羅斯的潛艦設計公司（苏俄三大潜艇设计局：红宝石设计局、孔雀石设计局、天青石设计局）。它成立於1953年位於俄羅斯的下諾夫哥羅德市。其前身為紅色索爾莫沃造船廠的設計部門，蘇聯時期的代號為112中央設計局，該局最初主要設計常規動力的潛艦，第一個設計是633型（R級）常規動力潛艦；後來又完成了670型（C級）巡弋飛彈核子潛艦的設計。其中最著名的設計莫過於945型（賽拉級）攻擊核子潛艦，該艇使用鈦合金的艇身、重量輕、下潛深度也大，至今該設計局開發了10型41艘的各類潛艦。